# Gregorova Vieska
Gregorova Vieska és un poble i municipi d'Eslovàquia. Es troba a la regió de Banská Bystrica. La primera menció escrita de la vila es remunta al 1393.

## Demografia
| Godina             | 1994 | 2004   | 2014   | 2024   |
| ------------------ | ---- | ------ | ------ | ------ |
| Nombre de persones | 137  | 144    | 141    | 140    |
| Diferència         |      | +5,10% | −2,08% | −0,70% |

| Godina             | 2023 | 2024 |
| ------------------ | ---- | ---- |
| Nombre de persones | 140  | 140  |
| Diferència         |      | +0%  |